# Ru de Gally
Ru de Gally – rzeka we Francji, przepływająca przez teren departamentu Yvelines, o długości 22 km. Stanowi dopływ rzeki Mauldre.